# Cordylomera lepesmei
Cordylomera lepesmei là một loài bọ cánh cứng trong họ Cerambycidae.